# Белче
Белче (мкд. Белче) је насеље у Северној Македонији, у југозападном делу државе. Белче припада општини Демир Хисар.

## Географија
Насеље Белче је смештено у југозападном делу Северне Македоније. Од најближег већег града, Битоља, насеље је удаљено 30 km северно.
Белче се налази у средишњем делу области Демир Хисар. Насеље је положено у горњем делу тока Црне реке, у долинском делу. Западно од насеља се издиже Плакенска планина. Надморска висина насеља је приближно 650 метара.
Клима у насељу је континентална.

## Становништво
По попису становништва из 2002. године Белче је имало 245 становника.
Претежно становништво у насељу су етнички Македонци (100%).
Већинска вероисповест у насељу је православље.